# Андреас Молландін
Андреас Молландін (нім. Andreas Mollandin, 4 серпня 1964) — німецький хокеїст на траві.
Срібний призер Олімпійських Ігор 1988 року.